# باسیلوس ساف
باسیلوس ساف (انگلیسی: Bacillus safensis)
Bacillus safensis (باسیلوس ساف) یک باکتری گرم-مثبت، هاگ‌ساز و میله‌ای‌شکل است که در ابتدا از یک فضاپیما در فلوریدا و کالیفرنیا جداسازی شد. احتمال دارد که B. safensis در سال ۲۰۰۴ توسط فضاپیماهای فرصت و روح به سیاره مریخ منتقل شده باشد. چندین سویه شناخته‌شده از این باکتری وجود دارد که همگی به شاخه Bacillota از باکتریها تعلق دارند. این باکتری همچنین متعلق به جنس گسترده و فراگیر باسیلوس است. B. safensis یک جاندار هوازی شیمی‌پرورد است که به شدت به نمک و فرابنفش مقاوم است. B. safensis بر رشد گیاهان تأثیر می‌گذارد، زیرا یک تولیدکننده قوی هورمون‌های گیاهی است و به‌عنوان یک ریزوباکتریا محرک رشد گیاه عمل کرده و پس از کلونیزاسیون ریشه، رشد گیاه را افزایش می‌دهد. سویه B. safensis JPL-MERTA-8-2 تنها سویه باکتری است که (تا کنون) نشان داده شده در محیط‌های میکروگرانشی سریع‌تر از سطح زمین رشد می‌کند.

## کشف و اهمیت
سیزده سویه از باکتری جدید Bacillus safensis برای اولین بار از سطوح فضاپیما و تأسیسات مونتاژ در مرکز فضایی کندی در فلوریدا و همچنین آزمایشگاه پیش‌رانش جت در کالیفرنیا جداسازی شدند. این باکتری نام خود را از تأسیسات مونتاژ فضاپیما در JPL (Spacecraft Assembly Facility یا SAF) گرفته است. پژوهشگران از تکنیک‌های معمول نمونه‌گیری با سواب برای شناسایی و جمع‌آوری این باکتری‌ها از اتاق تمیزهایی که فضاپیماها در آن مونتاژ می‌شدند استفاده کردند. این باکتری به‌طور تصادفی در مأموریت‌های فضایی به دلیل آلودگی اتاق‌های تمیز به مریخ منتقل شد. آلودگی اتاق‌های تمیز در سفرهای فضایی مسئله‌ای مهم در حفاظت از سیاره است، زیرا می‌تواند آزمایش‌های میکروبی را تهدید کرده و نتایج مثبت کاذب از حیات میکروبی دیگر سیارات ایجاد کند.
V.V. Kothari و همکارانش از دانشگاه سوراشترا در گجرات، هند، سویه دیگری به نام B. safensis VK را جداسازی کردند. سویه VK از گیاه زیره سبز در منطقه بیابانی گجرات، هند جمع‌آوری شد. این باکتری‌ها به‌طور خاص از ریشه‌گاه این گیاه گرفته شدند.
رام اس. سینگ و همکارانش سویه دیگری به نام AS-08 را از نمونه‌های خاک ریشه گیاه مارچوبه در یک باغ گیاه‌شناسی در دانشگاه پنجابی در هند شناسایی کردند. B. safensis AS-08 فعالیت اینولیناز دارد که برای تولید فروکتوالیگوساکاریدها و شربت ذرت با فروکتوز بالا استفاده می‌شود. فروکتوالیگوساکاریدها به عنوان شیرین‌کننده‌های مصنوعی در بسیاری از محصولات غذایی تجاری یافت می‌شوند. شربت ذرت نیز در بسیاری از غذاهای فرآوری‌شده وجود دارد.
داوندر کومار و همکارانش از دانشگاه کورکشترا در هند سویه DVL-43 را از نمونه‌های خاک جدا کردند. این سویه دارای لیپاز بود، که آنزیمی مهم برای هضم چربی‌ها است. لیپازها گروهی از مواد شیمیایی هستند که در طبیعت بین گیاهان، حیوانات و میکروارگانیسم‌ها فراوان هستند و به‌طور گسترده در صنایع غذایی، تولید محصولات کاغذی، مواد شوینده و سوخت زیست‌دیزل استفاده می‌شوند.
P. Ravikumar از کالج هنرهای دولتی در دانشگاه بهاراتیار هند، سویه‌ای به نام PR-2 را از نمونه‌های خاک حاوی مواد منفجره جدا کرد. این سویه با استفاده از روش توالی‌یابی به روش سنگر توسط توالی 16S rDNA شناسایی شد و در ژن‌بانک در مریلند، ایالات متحده، ثبت گردید. این سویه با شماره دسترسی KP261381 و ۸۸۵ جفت‌باز DNA خطی و تعداد بازهای 175 a، 295 c، 199 g و 216 t مشخص شده است.

## خصوصیات فیزیکی و متابولیسم
Bacillus safensis یک باکتری گرم-مثبت، هاگ‌ساز و میله‌ای‌شکل است. B. safensis همچنین یک جاندار هوازی شیمی‌پرورد است. اندازه سلول‌های این باکتری بین ۰٫۵ تا ۰٫۷ میکرومتر قطر و ۱٫۰ تا ۱٫۲ میکرومتر طول دارد. این گونه جنبنده است و از تاژک قطبی برای حرکت استفاده می‌کند. بسیاری از سویه‌های B. safensis میانه‌دوست در نظر گرفته می‌شوند، زیرا در دماهای ۱۰–۵۰ درجه سلسیوس (۵۰–۱۲۲ درجه فارنهایت) بهینه رشد دارند. با این حال، برخی سویه‌ها توانایی رشد در شرایط شدید مانند شوری بالا، قرارگیری در معرض فرابنفش، رطوبت کم و دماهای بسیار زیاد را دارند.
سویه B. safensis FO-036b در بازه دمایی ۳۰–۳۷ درجه سلسیوس (۸۶–۹۹ درجه فارنهایت) بهینه رشد دارد و در ۴ یا ۵۵ درجه سلسیوس (۳۹ یا ۱۳۱ درجه فارنهایت) قادر به رشد نیست. این سویه شوری ۰–۱۰٪ و پی‌اچ ۵٫۶ را ترجیح می‌دهد. همچنین هاگ‌های تولیدشده توسط این سویه در برابر هیدروژن پراکسید و اشعه فرابنفش مقاوم هستند.
سویه VK از B. safensis یک میکروب مقاوم به شوری است و می‌تواند در غلظت‌های بالای شوری رشد کند، حتی فراتر از بازه 0–10%. این سویه می‌تواند در غلظت ۱۴٪ سدیم کلرید با محدوده pH بین ۴ تا ۸ رشد کند. همچنین این سویه دارای ژن‌هایی است که آنزیم 1-aminocyclopropane-1-carboxylate deaminase را کد می‌کنند. این آنزیم با تجزیه پیش‌ساز هورمون گیاهی اتیلن، آلفا-کتوبوتیریک اسید و آمونیاک (الگو:NH3) تولید می‌کند. این توانایی به گیاه امکان تحمل شوری، فلزات سنگین و هیدروکربن آروماتیک چندحلقه‌ای را می‌دهد. به دلیل این ویژگی‌ها، B. safensis VK یک تولیدکننده قوی هورمون‌های گیاهی است.

## ژنوم‌شناسی
ژنوم سویه Bacillus safensis FO-036b دارای محتوای سیتوزین-گوانین 41.0–41.4 mol% است.
ژنوم B. safensis VK از یک کشت ۲۴ ساعته روی آگار نوترینت به دست آمده است. این سویه با استفاده از کیت تجاری GenElute جداسازی شد و توالی‌یابی شاتگان کل ژنوم آن انجام گرفت. در این سویه، ۳۹ کانتیگ بزرگ‌تر از ۲۰۰ جفت‌باز شناسایی شد. ژنوم این سویه دارای محتوای GC برابر ۴۶٫۱٪ و یک کروموزوم دایره‌ای با اندازه 3.68 Mbp است. ۳٬۹۲۸ توالی کدکننده پروتئین شناسایی شد که ۱٬۸۲۲ توالی از آن‌ها به یکی از ۴۵۷ زیرسامانه RAST منصوب شدند.
RAST (Rapid Annotation using Subsystem Technology) یک سرور است که حاشیه‌نویسی ژنوم‌های باکتریایی و آرکئی را تولید می‌کند.
ژنوم این سویه همچنین شامل ۷۳ ژن آران‌ای حامل است. توالی ژنوم B. safensis VK در ژن‌بانک با شماره دسترسی AUPF00000000 در دسترس است. سویه دیگری به نام DVL-43 نیز در GenBank با شماره دسترسی KC156603 ثبت شده است. سویه PR-2 نیز در ژن‌بانک با شماره دسترسی KP261381 یافت می‌شود.
یک تحلیل فیلوژنتیکی کامل از ژنوم‌های B. safensis, B. pumilus و دیگر گونه‌های Bacillota نشان داد که این باکتری‌ها به سه خوشه متمایز تقسیم می‌شوند. یکی از زیرخوشه‌های بزرگ شامل سویه‌هایی است که در مقالات به B. safensis نسبت داده شده‌اند و همچنین برخی از سویه‌های B. pumilus، که این موضوع نشان می‌دهد پروفایل‌سازی فیلوژنتیکی می‌تواند در بازنگری نام‌گذاری سویه‌ها مفید باشد.

## سویه‌ها
در زیر، سویه‌های شناسایی‌شدهٔ کنونی Bacillus safensis، از جمله محل کشف و سال کشف (در صورت موجود بودن) آورده شده است.
- Bacillus safensis subsp. safensis FO-36B – اتاق تمیز – کالیفرنیا (۱۹۹۹)
- Bacillus safensis NH21E_2 – رسوب – دریای چین جنوبی
- Bacillus safensis B204-B1-5 – رسوب – دریای چین جنوبی
- Bacillus safensis EMJ-O3-B1-22 – رسوب – دریای چین جنوبی
- Bacillus safensis CJWT7 – رسوب – دریای چین جنوبی
- Bacillus safensis SLN29 – رسوب – دریای چین جنوبی
- Bacillus safensis BMO4-13 – آب سطحی – اقیانوس آرام
- Bacillus safensis D21 – رسوب – اقیانوس منجمد شمالی
- Bacillus safensis HYg-9 – محتویات دستگاه گوارش ماهی – جزیره شیامن
- Bacillus safensis NP-4 – آب سطحی – اقیانوس منجمد شمالی
- Bacillus safensis 15-BO4 10-15-3 – رسوب – دریای برینگ
- Bacillus safensis DW3-7 – آب پرورش آبزیان – مزرعه پرورش میگو
- Bacillus safensis FO-33 – اتاق تمیز – کالیفرنیا (۱۹۹۹)
- Bacillus safensis SAFN-001 – کف ورودی آزمایشگاه پیش‌رانش جت (۲۰۰۱)
- Bacillus safensis SAFN-027 – اتاق انتظار آزمایشگاه پیش‌رانش جت (۲۰۰۱)
- Bacillus safensis SAFN-036 – اتاق تمیز آزمایشگاه پیش‌رانش جت (۲۰۰۱)
- Bacillus safensis SAFN-037 – کف اتاق تمیز آزمایشگاه پیش‌رانش جت (۲۰۰۱)
- Bacillus safensis KL-052 – بالای کابینت اتاق تمیز آزمایشگاه پیش‌رانش جت (۲۰۰۱)
- Bacillus safensis 51-3C – سطح فضاپیمای مریخ‌ادیسه (۲۰۰۲)
- Bacillus safensis 81-4C – کف مرکز مونتاژ مریخ‌ادیسه (۲۰۰۲)
- Bacillus safensis A2-2C – کف مرکز مونتاژ مریخ‌ادیسه (۲۰۰۲)
- Bacillus safensis 84-1C – کف مرکز مونتاژ مریخ‌ادیسه (۲۰۰۲)
- Bacillus safensis 84-3C – کف مرکز مونتاژ مریخ‌ادیسه (۲۰۰۲)
- Bacillus safensis 84-4C – کف مرکز مونتاژ مریخ‌ادیسه (۲۰۰۲)
- Bacillus safensis JPL-MERTA-8-2 – اتاق تمیز مریخ‌نورد آزمایشگاه پیش‌رانش جت (2004)[۱۳]
- Bacillus safensis DVL-43 – هند[۶]
- Bacillus safensis VK – گجرات، هند[۲]
- Bacillus safensis AS08 – باغ گیاه‌شناسی – دانشگاه پنجابی، هند[۵]
- Bacillus safensis PR-2 – خاک حاوی مواد منفجره – تامیل نادو، هند (۲۰۱۵)
- Bacillus safensis subsp. safensis HCM-06 – خاک ریزوسفری – هند (۲۰۲۲)
- Bacillus safensis BB2 – نان زنبور (تخمیر شده گرده زنبور عسل) – مالزی (2018)[۱۴]
- Bacillus safensis MAE 17 – خاک – مصر (2019)[۱۵]
- Bacillus safensis subsp. osmophilus BC09 – شیر تغلیظ‌شده – اسپانیا (2019)[۱۶]

## تمایز بین گونه‌های مرتبط
چندین جدایه از جنس Bacillus تقریباً با Bacillus pumilus یکسان هستند. گروه جدایه‌های مرتبط با B. pumilus شامل پنج گونه مرتبط است: B. pumilus, B. safensis, B. stratosphericus, B. altitudinis و B. aerophilus. تمایز این گونه‌ها به دلیل شباهت ۹۹٫۵٪ در توالی ژن آران‌ای ریبوزومی ۱۶اس بسیار دشوار است. اخیراً دانشمندان راهی جایگزین برای تمایز بین این گونه‌های بسیار نزدیک، به‌ویژه B. pumilus و B. safensis کشف کرده‌اند.
دی‌ان‌ای ژیراز یک آنزیم مهم است که ابرپیچ دی‌ان‌ای منفی را به دی‌ان‌ای معرفی کرده و مسئول فرایندهای زیستی در همانندسازی دی‌ان‌ای و رونویسی (ژنتیک) است. دی‌ان‌ای ژیراز از دو زیرواحد، A و B تشکیل شده است. این زیرواحدها به ترتیب gyrA و gyrB نامیده می‌شوند. ژن gyrB، که پروتئین زیرواحد B است، یک توپویزومراز نوع II است که برای همانندسازی دی‌ان‌ای ضروری است. این ژن در میان گونه‌های باکتریایی حفظ شده است. نرخ فرگشت در سطح مولکولی از توالی‌های مرتبط با gyrB می‌تواند با سرعت بیشتری نسبت به توالی‌های ژن 16S rRNA تعیین شود. این زیرواحدها امکان تمایز فیلوژنتیکی بین تنوع گونه‌های مرتبط با B. pumilus، از جمله B. safensis را فراهم کرده‌اند. سویه B. safensis DSM19292 دارای ۹۰٫۲٪ شباهت توالی gyrA با سویه B. pumilus DSM 27 است.
در سال ۱۹۵۲، سویه‌ای از B. pumilus در DSMZ کشف شد و به‌عنوان سویه DSM 354 شناخته شد. این سویه پیش از کشف B. safensis شناسایی شده بود. در سال ۲۰۱۲، شباهت توالی gyrA بین سویه B. pumilus DSM 354 و سویه B. pumilus DSM 27، همچنین با سویه B. safensis DSM 19292 (سویه مرجع FO-36b) آزمایش شد. سویه DSM 354 به‌ترتیب ۹۰٫۴٪ و ۹۸٪ شباهت توالی با سویه B. pumilus DSM 27 و سویه B. safensis DSM 19292 نشان داد. این نتایج نشان داد که DSM 354 ممکن است به‌جای سویه‌ای از B. pumilus، یک سویه B. safensis باشد. این نتایج تأیید کردند که توالی‌های gyrA می‌توانند برای تمایز بین باکتری‌های بسیار نزدیک استفاده شوند.